# Fiú 1000 méteres rövidpályás gyorskorcsolya a 2016. évi téli ifjúsági olimpiai játékokon
A 2016. évi téli ifjúsági olimpiai játékokon a rövidpályás gyorskorcsolya fiú 1000 méteres versenyszámát február 14-én rendezték Gjovikban. A versenyen 1998. január 1. és 1999. december 31. között született versenyzők vehettek részt. 
A győztes a koreai, Hvang Tehon lett. A 2 magyar indulóból Liu Shaoang bronzérmet szerzett, míg Sziklási András 5. lett.

## Eseménynaptár
| Időpont            | Futam                   |
| ------------------ | ----------------------- |
| február 14., 12:20 | 1. negyeddöntő          |
| február 14., 12:23 | 2. negyeddöntő          |
| február 14., 12:26 | 3. negyeddöntő          |
| február 14., 12:29 | 4. negyeddöntő          |
| február 14., 13:10 | C/D elődöntő – 1. futam |
| február 14., 13:13 | C/D elődöntő – 2. futam |
| február 14., 13:30 | A/B elődöntő – 1. futam |
| február 14., 13:33 | A/B elődöntő – 2. futam |
| február 14., 14:05 | D döntő                 |
| február 14., 14:15 | C döntő                 |
| február 14., 14:25 | B döntő                 |
| február 14., 14:35 | A döntő                 |

## Negyeddöntők

### 1. negyeddöntő
| Helyezés | Rajtszám | Versenyző        | Nemzetiség             | Idő      | Megjegyzés                     |
| -------- | -------- | ---------------- | ---------------------- | -------- | ------------------------------ |
| 1.       | 3        | Quentin Fercoq   | Dél-Korea (KOR)        | 1:29,474 | Továbbjutott az A/B elődöntőbe |
| 2.       | 2        | Ma Vej           | Kína (CHN)             | 1:29,597 | Továbbjutott az A/B elődöntőbe |
| 3.       | 16       | Aaron Heo        | Egyesült Államok (USA) | 1:31,071 | Továbbjutott a C/D elődöntőbe  |
| 4.       | 12       | Karlis Kruzbergs | Lettország (LAT)       | 1:33,621 | Továbbjutott a C/D elődöntőbe  |

### 2. negyeddöntő
| Helyezés | Rajtszám | Versenyző            | Nemzetiség        | Idő      | Megjegyzés                     |
| -------- | -------- | -------------------- | ----------------- | -------- | ------------------------------ |
| 1.       | 11       | Hvang Tehon          | Dél-Korea (KOR)   | 1:32,893 | Továbbjutott az A/B elődöntőbe |
| 2.       | 8        | Josinaga Kazuki      | Japán (JPN)       | 1:33,006 | Továbbjutott az A/B elődöntőbe |
| 3.       | 4        | Moritz Kreuseler     | Németország (GER) | 1:36,354 | Továbbjutott a C/D elődöntőbe  |
| 4.       | 14       | Martinius Elvebakken | Norvégia (NOR)    | 1:39,565 | Továbbjutott a C/D elődöntőbe  |

### 3. negyeddöntő
| Helyezés | Rajtszám | Versenyző            | Nemzetiség         | Idő        | Megjegyzés                     |
| -------- | -------- | -------------------- | ------------------ | ---------- | ------------------------------ |
| 1.       | 5        | Liu Shaoang          | Magyarország (HUN) | 1:31,307   | Továbbjutott az A/B elődöntőbe |
| 2.       | 10       | Hong Kjunghvan       | Dél-Korea (KOR)    | 1:31,417   | Továbbjutott az A/B elődöntőbe |
| 3.       | 13       | Tjerk de Boer        | Hollandia (NED)    | 1:32,341   | Továbbjutott a C/D elődöntőbe  |
| 4.       | 9        | Jerkebulan Samuhanov | Kazahsztán (KAZ)   | Idő nélkül | Továbbjutott a C/D elődöntőbe  |

### 4. negyeddöntő
| Helyezés | Rajtszám | Versenyző        | Nemzetiség         | Idő      | Megjegyzés                     |
| -------- | -------- | ---------------- | ------------------ | -------- | ------------------------------ |
| 1.       | 7        | Sigehiro Kijcsi  | Japán (JPN)        | 1:33,688 | Továbbjutott az A/B elődöntőbe |
| 2.       | 6        | Sziklási András  | Magyarország (HUN) | 1:34,256 | Továbbjutott az A/B elődöntőbe |
| 3.       | 1        | Stijn Desmet     | Belgium (BEL)      | 1:34,578 | Továbbjutott az A/B elődöntőbe |
| –        | 15       | Pavel Szitnyikov | Oroszország (RUS)  | Büntetés | Kiesett                        |

## Elődöntők

### C/D elődöntő – 1. futam
| Helyezés | Rajtszám | Versenyző            | Nemzetiség             | Idő      | Megjegyzés               |
| -------- | -------- | -------------------- | ---------------------- | -------- | ------------------------ |
| 1.       | 16       | Aaron Heo            | Egyesült Államok (USA) | 1:53,861 | Továbbjutott a C döntőbe |
| 2.       | 12       | Karlis Kruzbergs     | Lettország (LAT)       | 1:54,695 | Továbbjutott a C döntőbe |
| 3.       | 14       | Martinius Elvebakken | Norvégia (NOR)         | 1:54,966 | Továbbjutott a D döntőbe |

### C/D elődöntő – 2. futam
| Helyezés | Rajtszám | Versenyző            | Nemzetiség        | Idő      | Megjegyzés               |
| -------- | -------- | -------------------- | ----------------- | -------- | ------------------------ |
| 1.       | 13       | Tjerk de Boer        | Hollandia (NED)   | 1:40,797 | Továbbjutott a C döntőbe |
| 2.       | 9        | Jerkebulan Samuhanov | Kazahsztán (KAZ)  | 1:41,000 | Továbbjutott a C döntőbe |
| 3.       | 4        | Moritz Kleuseler     | Németország (GER) | 1:42,414 | Továbbjutott a D döntőbe |

### A/B elődöntő – 1. futam
| Helyezés | Rajtszám | Versenyző       | Nemzetiség         | Idő      | Megjegyzés                |
| -------- | -------- | --------------- | ------------------ | -------- | ------------------------- |
| 1.       | 11       | Hvang Tehon     | Dél-Korea (KOR)    | 1:27,312 | Továbbjutott az A döntőbe |
| 2.       | 5        | Liu Shaoang     | Magyarország (HUN) | 1:27,428 | Továbbjutott az A döntőbe |
| 3.       | 8        | Josinaga Kazuki | Japán (JPN)        | 1:28,295 | Továbbjutott a B döntőbe  |
| 4.       | 10       | Hong Kjunghvan  | Dél-Korea (KOR)    | Büntetés | Kiesett                   |

### A/B elődöntő – 2. futam
| Helyezés | Rajtszám | Versenyző       | Nemzetiség          | Idő      | Megjegyzés                |
| -------- | -------- | --------------- | ------------------- | -------- | ------------------------- |
| 1.       | 2        | Ma Vej          | Kína (CHN)          | 1:27,200 | Továbbjutott az A döntőbe |
| 2.       | 7        | Sigehiro Kijcsi | Japán (JPN)         | 1:27,288 | Továbbjutott az A döntőbe |
| 3.       | 1        | Stijn Desmet    | Belgium (BEL)       | 1:28,946 | Továbbjutott a B döntőbe  |
| 4.       | 6        | Sziklási András | Magyarország (HUN)  | 1:31,209 | Továbbjutott az A döntőbe |
| –        | 3        | Quentin Fercoq  | Franciaország (FRA) | Büntetés | Kiesett                   |

## Döntők

### D döntő
| Helyezés | Rajtszám | Versenyző            | Nemzetiség        | Idő      |
| -------- | -------- | -------------------- | ----------------- | -------- |
| 1.       | 4        | Moritz Kleuseler     | Németország (GER) | 1:43,506 |
| 2.       | 14       | Martinius Elvebakken | Norvégia (NOR)    | 1:43,686 |

### C döntő
| Helyezés | Rajtszám | Versenyző            | Nemzetiség             | Idő      |
| -------- | -------- | -------------------- | ---------------------- | -------- |
| 1.       | 13       | Tjerk de Boer        | Hollandia (NED)        | 1:34,836 |
| 2.       | 9        | Jerkebulan Samuhanov | Kazahsztán (KAZ)       | 1:35,420 |
| 3.       | 16       | Aaron Heo            | Egyesült Államok (USA) | 1:35,707 |
| 4.       | 12       | Karlis Kruzbergs     | Lettország (LAT)       | 1:40,632 |

### B döntő
| Helyezés | Rajtszám | Versenyző       | Nemzetiség    | Idő      |
| -------- | -------- | --------------- | ------------- | -------- |
| 1.       | 8        | Josinaga Kazuki | Japán (JPN)   | 1:41,778 |
| 2.       | 1        | Stijn Desmet    | Belgium (BEL) | 1:41,829 |

### A döntő
| Helyezés | Rajtszám | Versenyző       | Nemzetiség         | Idő      |
| -------- | -------- | --------------- | ------------------ | -------- |
| Arany    | 11       | Hvang Tehon     | Dél-Korea (KOR)    | 1:28,022 |
| Ezüst    | 2        | Ma Vej          | Kína (CHN)         | 1:28,082 |
| Bronz    | 5        | Liu Shaoang     | Magyarország (HUN) | 1:28,187 |
| 4.       | 7        | Sigehiro Kijcsi | Japán (JPN)        | 1:28,718 |
| 5.       | 6        | Sziklási András | Magyarország (HUN) | 1:29,324 |